# Anthony Howe
 Anthony Howe (né en 1954 à Salt Lake City) est un sculpteur américain.
Il est connu pour ses sculptures mobiles, cinétiques, en général mues par le vent. Il a notamment dessiné la vasque pour les Jeux olympiques d'été de 2016 à Rio de Janeiro.